# Редондо-Бич (Калифорния)
Редондо-Бич (англ. Easton) — прибрежный город в округе Лос-Анджелес, штат Калифорния (США). По данным переписи за 2010 год число жителей города составляло 66 748 человек.

## Географическое положение
По данным Бюро переписи населения США город имеет общую площадь в 16,08 км². 0,03 км² занимает вода.
Город имеет необычную форму из-за включенных в его состав пляжей. Основные достопримечательности — городской причал и песчаные пляжи, привлекающие множество туристов и любителей спорта. В северной части города находится западный терминал зелёной ветки метро Лос-Анджелеса. Город с собственным полным обслуживанием. Есть полиция, пожарная станция, две библиотеки, 15 парков, порт, художественный центр.

## История
До 1784 года на территории города жили коренные американцы. Затем она вошла в состав ранчо Сан-Педро. В 1890 году открылся отель Редондо, населённый пункт привлекал к себе туристов. В Редондо был открыт первый порт округа Лос-Анджелес, проведена железная дорога. В 1892 году жители проголосовали за принятие статуса города. Мэрия была построена в 1912 году.

## Население
| Год переписи | Нас.  |  | %±     |
| ------------ | ----- |  | ------ |
| 1890         | 603   |  | —      |
| 1900         | 855   |  | 41,8%  |
| 1910         | 2935  |  | 243,3% |
| 1920         | 4913  |  | 67,4%  |
| 1930         | 9347  |  | 90,3%  |
| 1940         | 13092 |  | 40,1%  |
| 1950         | 25226 |  | 92,7%  |
| 1960         | 46986 |  | 86,3%  |
| 1970         | 57451 |  | 22,3%  |
| 1980         | 57102 |  | −0,6%  |
| 1990         | 60167 |  | 5,4%   |
| 2000         | 63261 |  | 5,1%   |
| 2010         | 66748 |  | 5,5%   |
| 2016         | 67867 |  | 1,7%   |

По данным переписи 2010 года население Редондо-Бич составляло 66 748 человек (из них 49,8 % мужчин и 50,2 % женщин), в городе было 29 011 домашних хозяйств и 16 229 семей. На территории города было расположено 30 609 построек со средней плотностью 1901 постройка на один квадратный километр суши. Расовый состав: белые — 74,6 %, коренные американцы — 0,4 %, афроамериканцы — 2,8 %, азиаты — 12,0 %.
Население города по возрастному диапазону по данным переписи 2010 года распределилось следующим образом: 19,3 % — жители младше 18 лет, 2,4 % — между 18 и 21 годами, 67,8 % — от 21 до 65 лет и 10,5 % — в возрасте 65 лет и старше. Средний возраст населения — 39,3 лет. На каждые 100 женщин в Редондо-Бич приходилось 99,1 мужчин, при этом на 100 совершеннолетних женщин приходилось уже 97,2 мужчин сопоставимого возраста.
Из 29 011 домашних хозяйств 55,9 % представляли собой семьи: 43,1 % совместно проживающих супружеских пар (19,4 % с детьми младше 18 лет); 8,7 % — женщины, проживающие без мужей и 4,2 % — мужчины, проживающие без жён. 44,1 % не имели семьи. В 27,0 % домашних хозяйств входили жители младше 18 лет, в 18,8 % — старше 65 лет. В среднем домашнее хозяйство ведут 2,29 человека, а средний размер семьи — 2,94 человека. В одиночестве проживали 15,6 % населения, 7,4 % составляли одинокие пожилые люди (старше 65 лет).

## Экономика
В 2015 году из 54 662 человека старше 16 лет имели работу 37 348. При этом мужчины имели медианный доход в 92 388 долларов США в год против 70 301 долларов среднегодового дохода у женщин. В 2014 году медианный доход на семью оценивался в 124 793 $, на домашнее хозяйство — в 103 782 $. Доход на душу населения — 54 789 $ в год.
Крупнейший работодатель в городе компания Northrop Grumman.